# Liste der Kulturdenkmäler in Sohrschied
In der Liste der Kulturdenkmäler in Sohrschied sind alle Kulturdenkmäler der rheinland-pfälzischen Ortsgemeinde Sohrschied aufgeführt. Grundlage ist die Denkmalliste des Landes Rheinland-Pfalz (Stand: 27. Oktober 2023).

## Einzeldenkmäler
| Bezeichnung | Lage                             | Baujahr                             | Beschreibung | Bild            |
| ----------- | -------------------------------- | ----------------------------------- | --- | --------------- |
| Wohnhaus    | Hauptstraße 4 Lage               | 1839                                | dreigeschossiges Fachwerkhaus, teilweise massiv und verschiefert, bezeichnet 1839; bauliche Gesamtanlage mit Scheune | BW              |
| Wohnhaus    | Hauptstraße 14 Lage              | erstes Drittel des 19. Jahrhunderts | Krüppelwalmdachbau, Fachwerk verputzt, erstes Drittel des 19. Jahrhunderts                                           | Fotos hochladen |
| Backhaus    | Hauptstraße, Ecke Dillerweg Lage | 1930                                | eingeschossiges Fachwerkhaus, bezeichnet 1930, im Kern wohl älter                                                    | Fotos hochladen |